# Dasyvalgus decamaculatus
Dasyvalgus decamaculatus är en skalbaggsart som beskrevs av Miyake 1993. Dasyvalgus decamaculatus ingår i släktet Dasyvalgus och familjen Cetoniidae. Inga underarter finns listade i Catalogue of Life.